# Openfield
Pour les articles homonymes, voir Champagne.

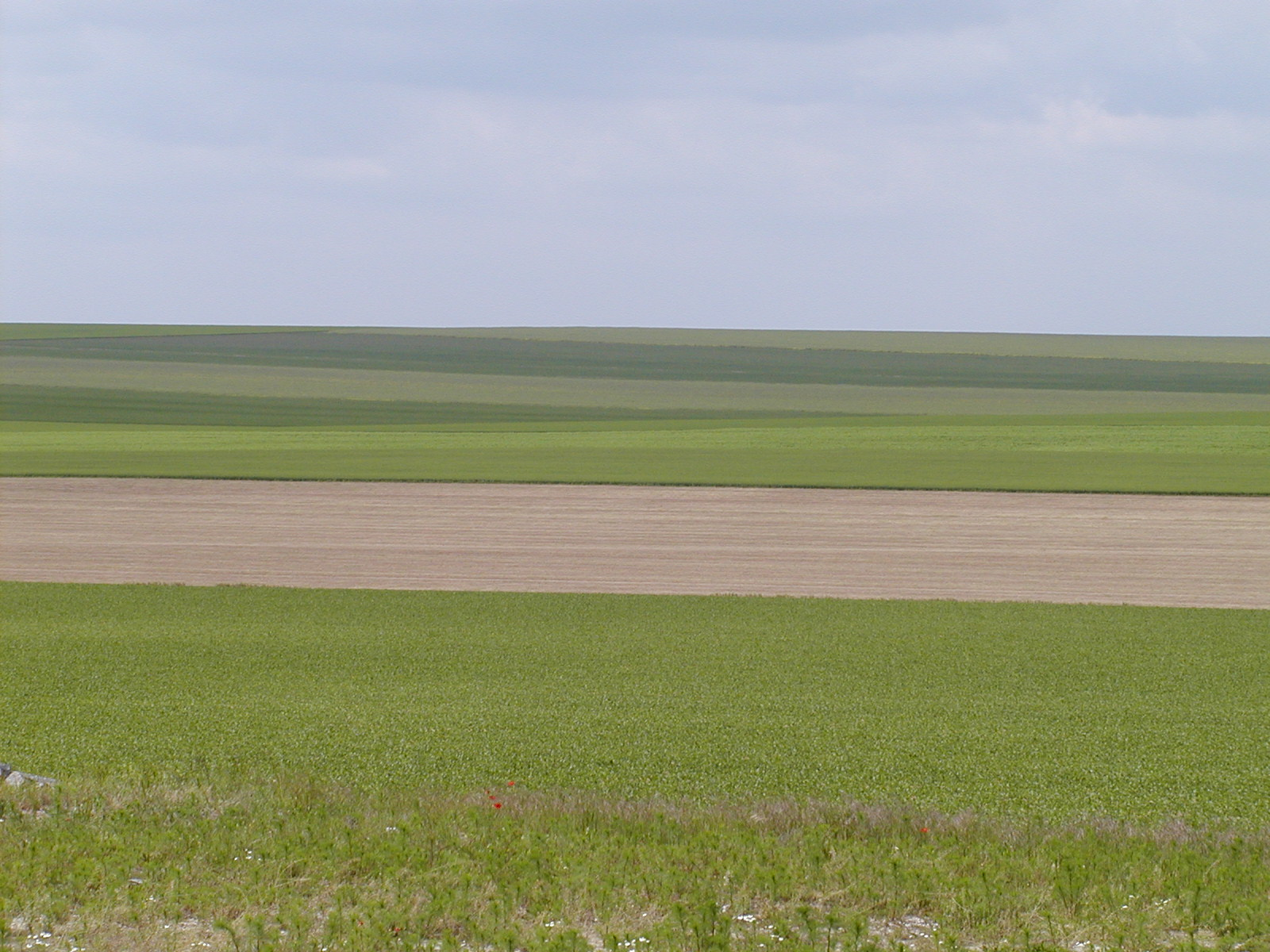
Paysage d’openfield de la Champagne crayeuse, dans le nord de la France.

L’openfield (« champ ouvert » en français) est un terme de géographie qui désigne un paysage agraire à champs ouverts. Les géographes francophones ont recours à cet anglicisme, parfois jugé abusif, pour éviter les mots français correspondant  campagne ou champagne, qui signifient également « champ ouvert » étymologiquement, car leurs multiples sens actuels et les usages toponymiques les rendent quelque peu ambigus.
Il ne faut pas confondre le paysage d'openfield (toujours existant) avec l'organisation technique et sociale (openfield system (en) en anglais) qui a engendré ce paysage (notamment l'organisation en commun de certaines tâches agricoles, qui a aujourd'hui disparu en France). Ainsi le paysage d’openfield actuel est le témoin d'une organisation sociale passée, même s'il est aussi en grande partie recréé par l'évolution et la désagrégation partielle des paysages de bocage et semi-bocage qui ont pu lui succéder.

## Définition
Un paysage d’openfield est un paysage de champs ouverts, sans haies ni clôtures.

## Les termes françaiscampagneetchampagne
En français, on désigne également un tel paysage, depuis le Moyen Âge, par le terme de « champagne », issu de l'ancien français d'Ile-de-France et du centre, ou « campagne », issu de la prononciation picarde et normande de ce terme. C'est de ce dernier que vient le nom actuel de la campagne, par une dérive récente du sens du mot, par une généralisation pour désigner l’ensemble des paysages agricoles, qui a commencé seulement au XIXe siècle. C'est donc avec la signification originelle de ces termes (c'est-à-dire dans le même sens que openfield) qu'il faut comprendre leur utilisation dans de nombreuses désignations toponymiques, par exemple la Champagne berrichonne et la campagne de Caen, ou encore la province de Champagne, mais aussi leur utilisation abondante dans la littérature et la poésie française jusqu'au XIXe siècle. Le paysage de la campagne ou champagne, doit donc normalement être compris comme étant en opposition catégorique avec le paysage du bocage, comme la campagne de Caen qui contraste avec le bocage normand voisin.

## Les caractéristiques de l’openfield

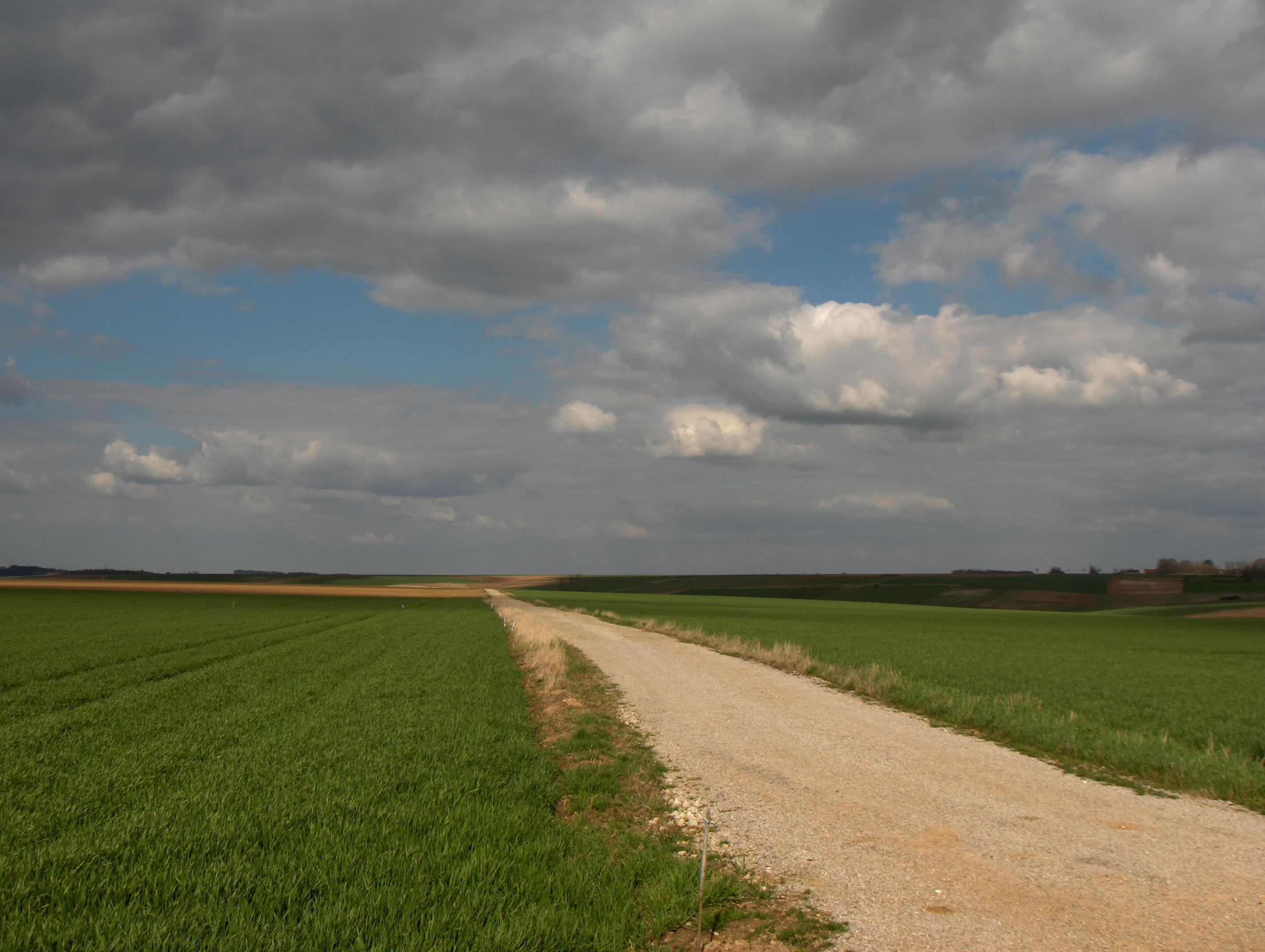
Paysage d'Artois

Les grandes caractéristiques de ce paysage sont l'uniformité des parcelles - en lanière par exemple - et l'absence de clôtures autour des champs ou d'arbres dans les champs. Ce paysage implique souvent un habitat groupé en village-tas ou en village-rue.
En région de plaine, comme en Alsace, ou de bas plateau plan comme dans la Beauce, cette absence d'arbres est tellement marquée qu'on peut voir un clocher depuis les villages voisins.
La volonté d'organisation et de centralisation du territoire est forte dans ce type de structure : soit les routes partant du village sont disposées en étoile et atteignent chaque extrémité du finage, soit il n'existe qu'une rue autour de laquelle toutes les habitations s'agglutinent (en vallée et rive principalement).
Les villages eux-mêmes sont très resserrés. Ils présentent une organisation nucléaire, qui permettait la mise en commun de certaines ressources comme les chaumes des céréales laissées au troupeau du village.

## L'origine de ces paysages
Plus rare aujourd'hui, l'assolement était un trait principal des champs ouverts. Le finage était divisé en trois parties, les soles. L'assolement consistait alors en une rotation des soles, biennal dans les régions méditerranéennes, triennal dans les régions plus tempérées. On cultivait par exemple sur une sole du blé, sur une autre de l'avoine et la troisième était laissée un an en jachère. L'année suivante, on faisait tourner les cultures. Ce système avait trois avantages :
- la terre ne s'appauvrissait pas ;
- le travail agricole pouvait être organisé de façon collective : toutes les parcelles de blé étaient moissonnées en même temps ;
- les paysans pauvres et sans terre avaient le droit de glaner les champs moissonnés sans qu'on puisse redouter qu'ils se servent dans les champs non moissonnés. Ils avaient aussi le droit de mener paître leurs animaux dans les soles moissonnées, c'était ce qu'on appelait la « vaine pâture ».

Les premiers champs ouverts seraient apparus vers Mayence autour de l’an 800. Ils se répandent en Europe jusqu’au XVe siècle.
Le système est remis en cause dès la fin du Moyen-Âge, d'abord en Angleterre par le droit d'enclosure, En France dès le XVIe siècle il est limité par le développement progressif du bocage principalement dans le Grand-Ouest et le Massif central mais aussi par l'apparition de nouvelles formes d'accès à la terre qui échappent en partie aux règles féodales : le fermage et le métayage. Il est supprimé par la Révolution qui déclare sacrée la propriété privée et libère les propriétaires de terres des contraintes collectives héritées de l'Ancien régime. Ces propriétaires, marchands enrichis par le commerce organisé autour des villes dynamiques, avaient depuis le début de l'époque moderne acquis des terres sur lesquelles ils favorisaient l'élevage et la pâture.
L'organisation collective, la jachère et la vaine pâture ont disparu, mais le paysage d'openfield ne s'est pas altéré. Au XXe siècle, il s'avère être un paysage agraire tout à fait adapté à l'intense mécanisation agricole. La débocagisation, forcée par la disparition progressive de la dimension juridique du parcellaire bocager et les nouvelles pratiques agricoles comme la mécanisation et le passage des machines entre les champs, a favorisé un retour partiel d'un paysage proche de l’openfield dans certaines régions, ou du moins instauré un paysage intermédiaire de semi-bocage.
Cependant, des formes d'organisation sociale agraire proches de celle de l’openfield historique existent encore dans de nombreux pays du Sud.

## Le domaine d’openfieldde l'Europe du Nord

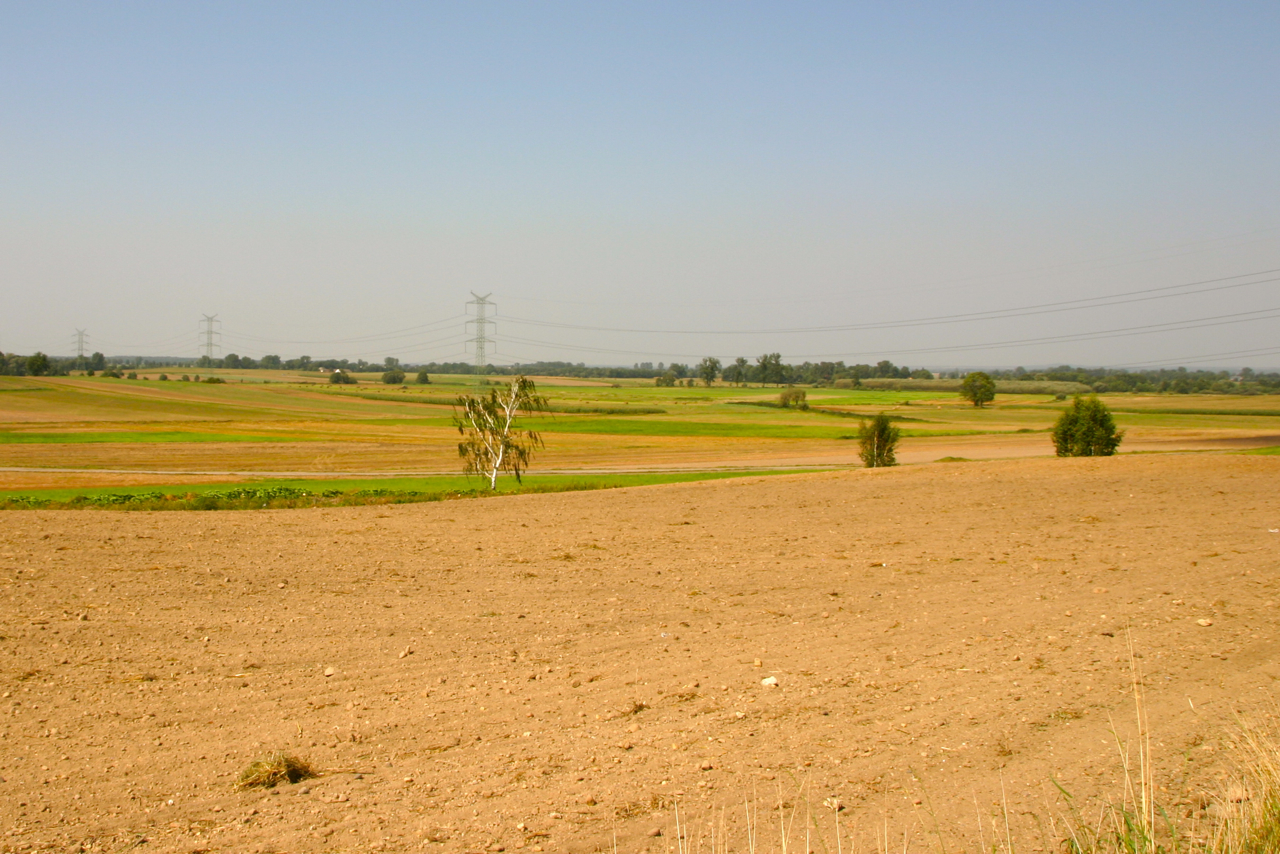
Un paysage d’openfield dans le sud-ouest de la Pologne.

Ce type de structure agraire est le plus commun en Europe. Il occupe la majeure partie de l'Allemagne, la Belgique, la Bohême, la Hongrie, la Pologne.
- En France, il caractérise les régions de l'Est et du Nord. On le trouve surtout en Lorraine, en Alsace, en Artois, en Picardie, en Beauce, en Brie et en Champagne où il a donné son nom à l'ancienne province. On le trouve aussi en Normandie, dans la campagne du Neubourg et dans la campagne de Caen, et dans le Berry dans la champagne berrichonne. On parle de méjou[4] en Bretagne.
- En Belgique, il caractérise les paysages des bas-plateaux hennuyers, brabançons et de la Hesbaye.